# Taenia (Gattung)
Taenia (latinisiert von altgriechisch ταινία tainía „Binde, Band“) ist eine Gattung der Echten Bandwürmer. Sie parasitieren im Dünndarm von Raubtieren und Mensch. Zwischenwirte sind Pflanzenfresser.
Der Bandwurmkopf (Skolex) trägt vier Saugnäpfe, das Rostellum bei einigen Arten einen doppelten Hakenkranz. Die Gliederkette (Strobila) besteht aus zahlreichen Gliedern (Proglottiden). In jedem Bandwurmglied gibt es zahlreiche Hoden. Der Eierstock ist hantelförmig, die Geschlechtsöffnung randständig.

## Arten (Auswahl)
- Taenia asiatica
- Taenia cervi
- Taenia crassiceps
- Taenia hydatigena
- Taenia krabbei
- Quesenbandwurm (Taenia multiceps)
- Taenia mustelae
- Taenia ovis
- Taenia pisiformis
- Rinderbandwurm (Taenia saginata)
- Taenia serialis
- Schweinebandwurm (Taenia solium)